# Parafia Matki Bożej Szkaplerznej w Wyandotte
Parafia Matki Bożej Szkaplerznej w Wyandotte (ang. Our Lady of Mount Carmel Parish) – parafia rzymskokatolicka położona w Wyandotte w stanie Michigan w Stanach Zjednoczonych.
Jest ona wieloetniczną parafią w archidiecezji Detroit, z mszą św. w j. polskim dla polskich imigrantów.
Ustanowiona w 1899 roku i dedykowana Matce Bożej Szkaplerznej.

## Szkoły
- Our Lady of Mount Carmel Catholic School

## Cmentarz
- Mount Carmel Cemetery